# Campionat brasiler de futbol

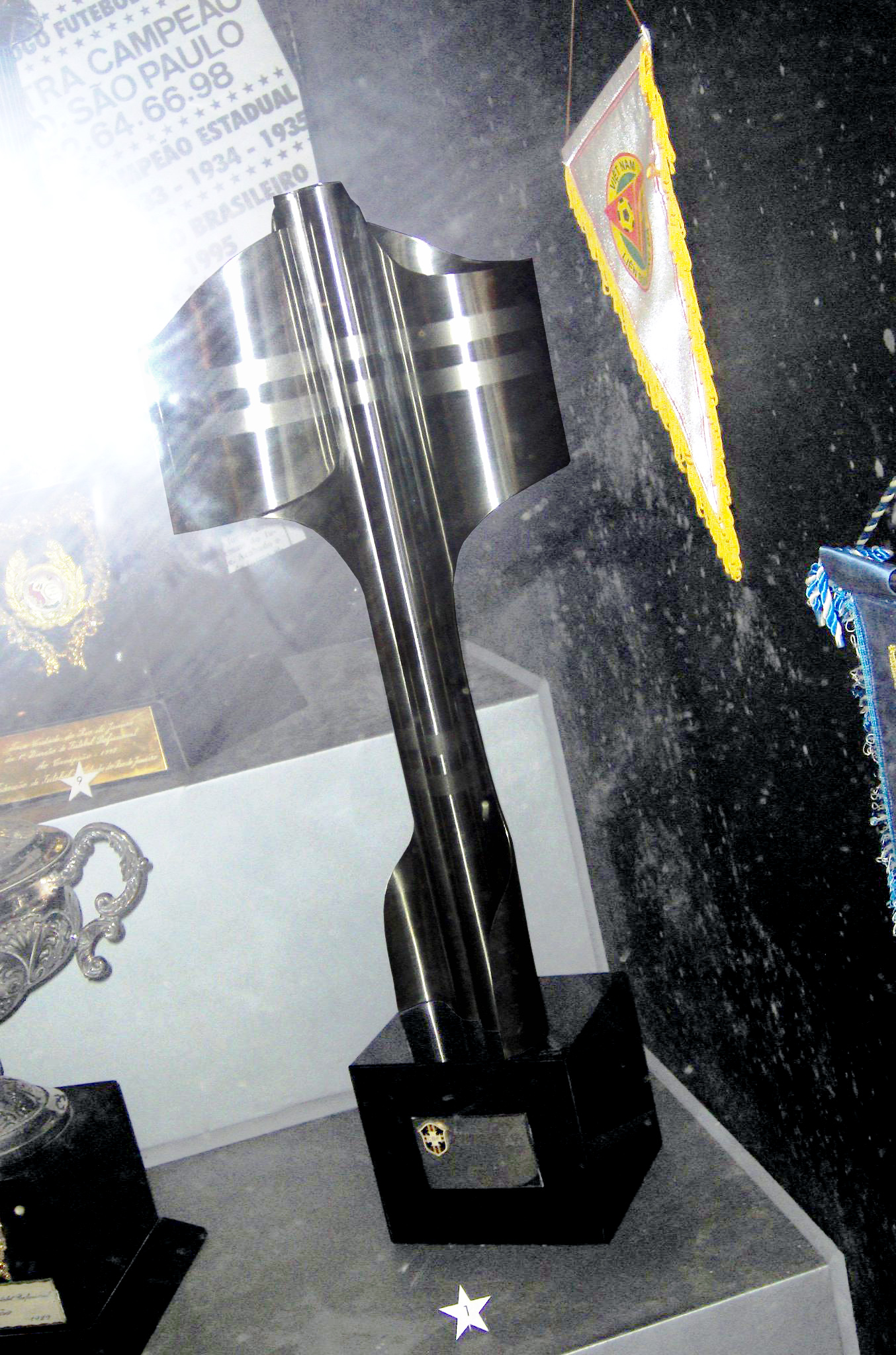
Trofeu del Campionat Brasiler

El campionat brasiler de futbol, inicialment conegut com a Taça de ouro, és la màxima competició futbolística del Brasil. La primera divisió s'anomena Série A. També existeixen una segona divisió (Série B) i una tercera (Série C).

## Format
Històricament, les regles del campionat brasiler han destacat per la seva extremada desorganització. Les regles han canviat d'edició a edició, i alguns cop, fins i tot, en plena competició, principalment per evitar que els "grans clubs" perdessin la categoria. Des del 2003 es disputa com les lligues tradicionals, amb partits a doble volta tots contra tots, i l'equip amb més punts al final és declarat vencedor. Amb anterioritat a aquesta data, el campió sovint era decidit amb alguna mena de play-off final.
Els dos primers classificats obtenen plaça per disputar la Copa Libertadores. El tercer i quart classificats disputen una ronda prèvia per accedir a la Libertadores. El campió i els que van des de la posició 5a a 11a representen Brasil a la Copa Sud-americana. Els quatre darrers classificats perden la categoria a la Série B.

## Equips participants
Aquests són els 20 equips que participaran en la Série A el 2023:
| - América Mineiro (MG) - Atlético Mineiro (MG) - Atlético Paranaense (PR) - Bahia (BA) - Bragantino (SP) | - Botafogo (RJ) - Coritiba FC (PR) - Corinthians (SP) - Cruzeiro (MG) - Cuiabá (MT) | - Flamengo (RJ) - Fluminense (RJ) - Fortaleza (CE) - Goiás (GO) - Grêmio (RS) | - Internacional (RS) - Palmeiras (SP) - Santos (SP) - São Paulo (SP) - Vasco da Gama (RJ) |

## Història
El Campionat Brasiler va ser creat el 1959 (Taça Brasil). Més tard es creà el Torneio Roberto Gomes Pedrosa (Taça de Prata o Robertão) (1967-1970). Aquestes dues competicions foren considerades com a Campionat Brasiler oficial el 2010, per la CBF. El sistema utilitzat fins a l'any 1987 va ser similar a la Copa del Món de la FIFA o la UEFA Champions League: els millors clubs de cada Campionat Estatal es van dividir en diversos grups petits. Llavors els millors de cada grup van jugar els play-offs. Però a cada any alguns aspectes del format, nombre de participants i les regles, van canviar.
El 1971 fou creat el Campionat Brasiler, anomenat Campeonato Nacional.
El 1979, tots els grans clubs de São Paulo, excepte Palmeiras, es van retirar de la competència. Van protestar contra l'estrany sistema de qualificació de nivell, que va fer que Palmeiras i Guaraní disputin només la fase final (a causa que van ser els finalistes de l'any anterior). De fet, el Guaraní va acabar jugant al top 12 només 3 partits, i Palmeiras va acabar tercer tot i jugar només 5 partits en un torneig amb 96 participants.
El 1984, el Juventus, un petit club de São Paulo, es va beneficiar de la Sèrie A. Els participants d'aquest any podrien ser tant promoguts com relegats des de la Sèrie B en la meitat del torneig. Juventus, que va començar el torneig a la Sèrie A, va ser relegat al mig del torneig, finalment aconseguint alçar-se amb el títol de la Sèrie B. Tot i això, l'equip no va ser ascendit a la Sèrie A l'any següent, ni es va classificar a la mateixa des del campionat estatal.
El 1987, els 13 clubs més grans del Brasil van fundar una associació anomenada club dos 13, per tal de fer els seus propis acords comercials sense la mediació de la CBF. Com a resultat, aquests clubs van trencar amb el CBF i van organitzar la seva pròpia lliga paral·lela anomenada Copa União, que va substituir l'antic sistema que classifica els campions estatals per al campionat nacional. Immediatament va intervenir la FIFA, amenaçant als clubs ia la selecció nacional de prohibir la participació en competicions internacionals. Així, el club dos 13 va acceptar fer una competència amb la CBF, però mantenint el format de la Copa União. A la final del campionat, un desacord va donar lloc a dos campions: Sport Recife, recolzada per la CBF, i Flamengo, recolzat pel club i gran part dels mitjans de comunicació. Entre 1988 i 2003, el sistema de la Copa União va continuar sent utilitzat amb alguns canvis cada any.
El 1999 va ser adoptat un sistema de descens de mitjana similar a la utilitzada en la Primera Divisió Argentina. Els dos clubs amb els pitjors puntuacions en la primera etapa de les dues temporades anteriors eren relegats. No obstant això, aquest sistema només va durar una sola temporada.
El 2005, cada equip va jugar 42 partits (21 d'amfitrió i 21 de visitant) per a un total de 462 partits. El campió i el subcampió automàticament es classifiquen per a la Copa Libertadores de l'any 2006. Els equips que hagin quedat en tercer i quart lloc, també poden representar Brasil en aquesta mateixa copa en derrotar els clubs estrangers que són determinats per la CONMEBOL en fase de proves del torneig. El campió i els equips situats entre el 5è i l'11è lloc representen Brasil a la Copa Sud-americana, sent vuit equips en total. Els últims quatre equips en el rànquing de la Sèrie A són relegats a la Sèrie B de l'any següent.
Onze partits de la competició del 2005 es van anul·lar a causa d'un escàndol de manipulació de partits, havent de ser jugats novament.
Les temporades amb major nombre de participants de la competència en les seves quatre divisions van ser: 2000 (116 participants), 1979 (94 participants) i 1986 (80 participants).
Denominacions de la competició:
- Copa dos Campeões Estaduais (1920, 1937)
- Taça Brasil (1959–1968)
- Torneio Roberto Gomes Pedrosa (1967–1970)
- Campeonato Nacional de Clubes (1971–1974)
- Copa Brasil (1975–1979)
- Taça de Ouro (1980–1983)
- Copa Brasil (1984)
- Taça de Ouro (1985)
- Copa Brasil (1986–1988)
- Campeonato Brasileiro Série A (1989–1999)
- Copa João Havelange (2000)
- Campeonato Brasileiro Série A (2001–present)

## Estadístiques
Els únics clubs que van guanyar campionats invictes van ser l'Internacional, el 1979, i el Santos, en tres anys consecutius (1963, 1964 i 1965).
Roberto Dinamita és el jugador amb més gols marcats en la història de Campionat Brasiler. Dinamita va obtenir 190 gols en 20 temporades (1971-1989).
Només el Flamengo i l'Internacional han participat en totes les edicions de la Sèrie A.

## Campions de la Série A
Font:

### Copa dos Campeões Estaduais
| Any  | Campió                     | Segon classificat |
| ---- | -------------------------- | ----------------- |
| 1920 | CA Paulistano (1)          | Fluminense        |
| 1937 | Clube Atlético Mineiro (1) | Fluminense        |

### Taça Brasil

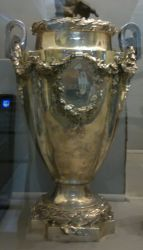
Trofeu de la Taça Brasil.

| Any          | Campió        | Segon classificat |
| ------------ | ------------- | ----------------- |
| 1959 Detalls | Bahia (1)     | Santos FC         |
| 1960 Detalls | Palmeiras (1) | Fortaleza         |
| 1961 Detalls | Santos FC (1) | Bahia             |
| 1962 Detalls | Santos FC (2) | Botafogo          |
| 1963 Detalls | Santos FC (3) | Bahia             |
| 1964 Detalls | Santos FC (4) | Flamengo          |
| 1965 Detalls | Santos FC (5) | Vasco da Gama     |
| 1966 Detalls | Cruzeiro (1)  | Santos FC         |
| 1967 Detalls | Palmeiras (2) | Náutico           |
| 1968 Detalls | Botafogo (1)  | Fortaleza         |

### Torneig Roberto Gomes Pedrosa
| Any          | Campió         | Segon classificat |
| ------------ | -------------- | ----------------- |
| 1967 Detalls | Palmeiras (3)  | Internacional     |
| 1968 Detalls | Santos FC (6)  | Internacional     |
| 1969 Detalls | Palmeiras (4)  | Cruzeiro          |
| 1970 Detalls | Fluminense (1) | Palmeiras         |

### Campions de la Sèrie A
| Any          | Campió                              | Segon classificat                  | Notes  | Participants |
| ------------ | ----------------------------------- | ---------------------------------- | ------ | ------------ |
| 1971 Detalls | Clube Atlético Mineiro (2)          | São Paulo Futebol Clube            | [ a ]  | 20           |
| 1972 Detalls | Sociedade Esportiva Palmeiras (5)   | Botafogo de Futebol e Regatas      | [ b ]  | 26           |
| 1973 Detalls | Sociedade Esportiva Palmeiras (6)   | São Paulo Futebol Clube            | [ c ]  | 40           |
| 1974 Detalls | Club de Regatas Vasco da Gama (1)   | Cruzeiro Esporte Clube             | [ d ]  | 40           |
| 1975 Detalls | Sport Club Internacional (1)        | Cruzeiro Esporte Clube             | [ e ]  | 46           |
| 1976 Detalls | Sport Club Internacional (2)        | Sport Club Corinthians Paulista    | [ f ]  | 54           |
| 1977 Detalls | São Paulo Futebol Clube (1)         | Clube Atlético Mineiro             | [ g ]  | 60           |
| 1978 Detalls | Guarani Futebol Clube (1)           | Sociedade Esportiva Palmeiras      | [ h ]  | 74           |
| 1979 Detalls | Sport Club Internacional (3)        | Club de Regatas Vasco da Gama      | [ i ]  | 96           |
| 1980 Detalls | Clube de Regatas do Flamengo (1)    | Clube Atlético Mineiro             | [ j ]  | 104          |
| 1981 Detalls | Grêmio de Foot-Ball P.A. (1)        | São Paulo Futebol Clube            | [ k ]  | 88           |
| 1982 Detalls | Clube de Regatas do Flamengo (2)    | Grêmio de Foot-Ball P.A.           | [ l ]  | 88           |
| 1983 Detalls | Clube de Regatas do Flamengo (3)    | Santos Futebol Clube               | [ m ]  | 88           |
| 1984 Detalls | Fluminense (2)                      | Club de Regatas Vasco da Gama      | [ n ]  | 72           |
| 1985 Detalls | Coritiba Foot Ball Club (1)         | Bangu Atlético Clube               | [ o ]  | 40           |
| 1986 Detalls | São Paulo Futebol Clube (2)         | Guarani Futebol Clube              | [ p ]  | 80           |
| 1987 Detalls | Sport Club do Recife (1)            | Guarani Futebol Clube              | [ q ]  | 16           |
| 1988 Detalls | Esporte Clube Bahia (2)             | Sport Club Internacional           | [ r ]  | 24           |
| 1989 Detalls | Club de Regatas Vasco da Gama (2)   | São Paulo Futebol Clube            | [ s ]  | 22           |
| 1990 Detalls | Sport Club Corinthians Paulista (1) | São Paulo Futebol Clube            | [ t ]  | 20           |
| 1991 Detalls | São Paulo Futebol Clube (3)         | Clube Atlético Bragantino          | [ u ]  | 20           |
| 1992 Detalls | Clube de Regatas do Flamengo (4)    | Botafogo de Futebol e Regatas      | [ v ]  | 20           |
| 1993 Detalls | Sociedade Esportiva Palmeiras (7)   | Esporte Clube Vitória              | [ w ]  | 32           |
| 1994 Detalls | Sociedade Esportiva Palmeiras (8)   | Sport Club Corinthians Paulista    | [ x ]  | 24           |
| 1995 Detalls | Botafogo de Futebol e Regatas (2)   | Santos Futebol Clube               | [ y ]  | 24           |
| 1996 Detalls | Grêmio de Foot-Ball P.A. (2)        | Associação Portuguesa de Desportos | [ z ]  | 24           |
| 1997 Detalls | Club de Regatas Vasco da Gama (3)   | Sociedade Esportiva Palmeiras      | [ aa ] | 26           |
| 1998 Detalls | Sport Club Corinthians Paulista (2) | Cruzeiro Esporte Clube             | [ ab ] | 24           |
| 1999 Detalls | Sport Club Corinthians Paulista (3) | Clube Atlético Mineiro             | [ ac ] | 22           |
| 2000 Detalls | Club de Regatas Vasco da Gama (4)   | Associação Desportiva São Caetano  | [ ad ] | 116          |
| 2001 Detalls | Clube Atlético Paranaense (1)       | Associação Desportiva São Caetano  | [ ae ] | 28           |
| 2002 Detalls | Santos Futebol Clube (7)            | Sport Club Corinthians Paulista    | [ af ] | 26           |
| 2003 Detalls | Cruzeiro Esporte Clube (2)          | Santos Futebol Clube               | [ ag ] | 24           |
| 2004 Detalls | Santos Futebol Clube (8)            | Clube Atlético Paranaense          |        | 24           |
| 2005 Detalls | Sport Club Corinthians Paulista (4) | Sport Club Internacional           | [ ah ] | 22           |
| 2006 Detalls | São Paulo Futebol Clube (4)         | Sport Club Internacional           |        | 20           |
| 2007 Detalls | São Paulo Futebol Clube (5)         | Santos Futebol Clube               |        | 20           |
| 2008 Detalls | São Paulo Futebol Clube (6)         | Grêmio de Foot-Ball P.A.           |        | 20           |
| 2009 Detalls | Clube de Regatas do Flamengo (5)    | Sport Club Internacional           |        | 20           |
| 2010 Detalls | Fluminense (3)                      | Cruzeiro Esporte Clube             |        | 20           |
| 2011 Detalls | Sport Club Corinthians Paulista (5) | Club de Regatas Vasco da Gama      |        | 20           |
| 2012 Detalls | Fluminense (4)                      | Clube Atlético Mineiro             |        | 20           |
| 2013 Detalls | Cruzeiro Esporte Clube (3)          | Grêmio de Foot-Ball P.A.           |        | 20           |
| 2014 Detalls | Cruzeiro Esporte Clube (4)          | São Paulo Futebol Clube            |        | 20           |
| 2015 Detalls | Sport Club Corinthians Paulista (6) | Clube Atlético Mineiro             |        | 20           |
| 2016 Detalls | Sociedade Esportiva Palmeiras (9)   | Santos Futebol Clube               |        | 20           |
| 2017         | Sport Club Corinthians Paulista (7) | Sociedade Esportiva Palmeiras      |        | 20           |
| 2018         | Sociedade Esportiva Palmeiras (10)  | Clube de Regatas do Flamengo       |        | 20           |
| 2019         | Clube de Regatas do Flamengo (6)    | Santos Futebol Clube               |        | 20           |
| 2020         | Clube de Regatas do Flamengo (7)    | Sport Club Internacional           |        | 20           |
| 2021         | Clube Atlético Mineiro (3)          | Clube de Regatas do Flamengo       |        | 20           |
| 2022         | Sociedade Esportiva Palmeiras (11)  | Sport Club Internacional           |        | 20           |
| 2023         | Sociedade Esportiva Palmeiras (12)  | Grêmio de Foot-Ball P.A.           |        | 20           |
| 2024         | Botafogo de Futebol e Regatas (3)   | Sociedade Esportiva Palmeiras      |        | 20           |

## Títols per estat i club
| Pos. | Estat             | Títols | Clubs (títols)                                                                 |
| ---- | ----------------- | ------ | ------------------------------------------------------------------------------ |
| 1    | São Paulo         | 34     | Palmeiras (12) - Santos (8) - Corinthians (7) - São Paulo (6) - Guarani FC (1) |
| 2    | Rio de Janeiro    | 18     | Flamengo (7) - Fluminense (4) - Vasco da Gama (4) - Botafogo (3)               |
| 3    | Minas Gerais      | 6      | Cruzeiro (4) - Atlético Mineiro (2)                                            |
| 4    | Rio Grande do Sul | 5      | Internacional (3) - Grêmio (2)                                                 |
| 5    | Bahia             | 2      | Bahia (2)                                                                      |
| 5    | Paraná            | 2      | Atlético Paranaense (1) - Coritiba (1)                                         |
| 7    | Pernambuco        | 1      | Recife (1)                                                                     |